# Gran Premio di Abu Dhabi 2011
Il Gran Premio di Abu Dhabi 2011 si è corso domenica 13 novembre 2011 sul circuito di Yas Marina che sorge sull'Isola Yas, negli Emirati Arabi Uniti, diciottesima prova della stagione 2011 del Campionato mondiale di Formula 1. La gara è stata vinta dal britannico Lewis Hamilton su McLaren-Mercedes, al suo diciassettesimo successo nel mondiale. Hamilton ha preceduto sul traguardo lo spagnolo Fernando Alonso su Ferrari ed il suo compagno di squadra connazionale Jenson Button.

## Vigilia

### Sviluppi futuri
La F1 Commission approva i cambiamenti di nome per tre scuderie nel 2012: il Team Lotus diventerà Caterham, la Lotus Renault GP si ridenominerà in Lotus e la Marussia Virgin diventerà solo Marussia.
L'HRT amplia la collaborazione con la Williams. Dal prossimo anno utilizzerà il KERS della casa inglese.
Nico Rosberg prolunga il suo contratto con la Mercedes GP fino ad oltre il 2013.

### Aspetti tecnici
La Pirelli, fornitore unico degli pneumatici, annuncia per questo gran premio coperture di tipo morbido e medio. La casa italiana fornirà per le prove del venerdì due ulteriori set di gomme: la gomma più morbida sarà composta da una miscela sperimentale.
Vengono stabilite due zone per l'attivazione del DRS in gara: una prima zona sul rettifilo tra la curva 7 e la curva 8, con punto per la determinazione del distacco tra le vetture posto poco prima della curva 7; una seconda zona è definita tra le curve 10 e 11, con detection point stabilito in mezzo alla chicane sulle curve 8 e 9.

### Aspetti sportivi
Pastor Maldonado viene penalizzato di 10 posizioni sulla griglia di partenza perché in questo gran premio utilizza il suo nono motore su otto previsti dal regolamento per tutto l'arco della stagione.
Vitantonio Liuzzi torna pilota titolare all'HRT-Cosworth, dopo che nel Gran Premio d'India era stato sostituito da Narain Karthikeyan.
Nella prima sessione di prove del venerdì Jean-Éric Vergne ha preso il posto di Sébastien Buemi alla STR-Ferrari, l'altro francese Romain Grosjean ha fatto il suo esordio stagionale prendendo il volante di Bruno Senna alla Renault (Grosjean mancava dal Gran Premio di Abu Dhabi 2009), mentre il canadese Robert Wickens ha fatto il suo esordio assoluto in un fine settimana del Campionato mondiale di Formula 1, prendendo il posto di Jérôme d'Ambrosio alla Virgin-Cosworth. Wickens è il primo canadese a tornare nel mondiale di F1, dai tempi di Jacques Villeneuve, che disputò il Gran Premio di Germania 2006, con la BMW Sauber.
L'ex pilota britannico Derek Warwick è il commissario aggiunto nominato dalla FIA per il gran premio. Warwick aveva già svolto questa funzione in due occasioni nel 2010 e nel Gran Premio di Turchia 2011.

## Prove

### Resoconto
Nella prima sessione del venerdì Lewis Hamilton della McLaren-Mercedes si è portato in testa nei primi minuti, mentre Rubens Barrichello della Williams-Cosworth ha dovuto concludere anzitempo le prove per un problema tecnico sulla sua vettura.
Successivamente le due Red Bull hanno fatto segnare tempi interessanti, battute però dal compagno di scuderia di Hamilton, Jenson Button.
Hamilton ha saputo nuovamente far segnare il tempo migliore, con Vettel che si è portato, successivamente, a meno di due decimi dal tempo del britannico. I due ferraristi sono stati protagonisti di testacoda, e non sono riusciti a inserirsi nelle primissime posizioni.
Negli ultimi minuti della sessione le scuderie hanno montato sulle loro monoposto gomme soft. Button ha fatto segnare il tempo più rapido, seguito da Mark Webber e da Lewis Hamilton.
Nella seconda sessione il primo ad andare in testa è Paul di Resta, della Force India-Mercedes, battuto poi da Mark Webber. Con l'australiano hanno duellato lungamente, per la prima posizione, sia il suo compagno di scuderia Sebastian Vettel che Fernando Alonso. In questa fase le scuderie hanno utilizzato le gomme sperimentali proposte dalla Pirelli.
Dopo un testacoda di Webber, le McLaren hanno iniziato a utilizzare le gomme soft portate per questo gran premio, ponendosi in testa alla graduatoria. Anche le Red Bull hanno seguito la stessa strategia: Vettel però è andato lungo alla curva 1, sbattendo contro le barriere, ma senza danneggiare troppo la monoposto, che così ha potuto proseguire le prove.
Anche il ferrarista Fernando Alonso ha commesso un errore alla prima curva, andando a sbattere contro le barriere. La classifica negli ultimi minuti delle prove non è poi mutata.
Nella sessione del sabato Mark Webber si è posto in testa nei minuti finali, battuto però da Lewis Hamilton che è riuscito a scendere sotto il muro del minuto e trentanove secondi. Dietro all'inglese si è posto il compagno di scuderia di Webber, Sebastian Vettel.

### Risultati
Nella prima sessione del venerdì si è avuta questa situazione:
| Pos | Nº | Pilota         | Costruttore      | Tempo    | Gap    | Giri |
| --- | -- | -------------- | ---------------- | -------- | ------ | ---- |
| 1   | 4  | Jenson Button  | McLaren-Mercedes | 1'40"263 |        | 21   |
| 2   | 2  | Mark Webber    | RBR-Renault      | 1'40"389 | +0"126 | 26   |
| 3   | 3  | Lewis Hamilton | McLaren-Mercedes | 1'40"403 | +0"140 | 27   |

Nella seconda sessione del venerdì si è avuta questa situazione:
| Pos | Nº | Pilota          | Costruttore      | Tempo    | Gap    | Giri |
| --- | -- | --------------- | ---------------- | -------- | ------ | ---- |
| 1   | 3  | Lewis Hamilton  | McLaren-Mercedes | 1'39"586 |        | 31   |
| 2   | 4  | Jenson Button   | McLaren-Mercedes | 1'39"785 | +0"199 | 30   |
| 3   | 5  | Fernando Alonso | Ferrari          | 1'39"971 | +0"385 | 20   |

Nella sessione del sabato mattina si è avuta questa situazione:
| Pos | Nº | Pilota           | Costruttore      | Tempo    | Gap    | Giri |
| --- | -- | ---------------- | ---------------- | -------- | ------ | ---- |
| 1   | 3  | Lewis Hamilton   | McLaren-Mercedes | 1'38"976 |        | 17   |
| 2   | 1  | Sebastian Vettel | RBR-Renault      | 1'39"403 | +0"427 | 18   |
| 3   | 2  | Mark Webber      | RBR-Renault      | 1'39"427 | +0"451 | 18   |

## Qualifiche

### Resoconto
In Q1 Rubens Barrichello della Williams non riesce a far segnare nessun tempo per un problema al motore della sua monoposto. Assieme al brasiliano vengono eliminati i due piloti della Lotus-Renault, i due della Virgin-Cosworth e i due dell'HRT-Cosworth.
Nella seconda fase vengono esposte bandiere rosse, che interrompono la sessione, a nove minuti dal suo termine, quando salta uno dei piloncini che delimita l'interno di una curva. Anche in questa fase vengono eliminate coppie di piloti delle stesse scuderie: i due della Renault, i due della STR-Ferrari e i due della Sauber-Ferrari. Assieme a loro viene eliminato anche Pastor Maldonado, con l'altra Williams.
Nella fase decisiva Jenson Button si porta in testa dopo il primo tentativo, ma nei secondi finali Sebastian Vettel è capace di far segnare il tempo migliore, senza che il britannico, autore di una piccola imperfezione nel suo ultimo giro, riuscisse a migliorarsi. Davanti a Button si pone il compagno di scuderia Lewis Hamilton, che aveva fatto segnare il miglior tempo in Q1 e in Q2. Per Vettel è la 14ª pole position della stagione: in tale modo il tedesco eguaglia il record di pole in una sola stagione, fatto segnare da Nigel Mansell nel 1992.

### Risultati
Nella sessione di qualifica si è avuta questa situazione:
| Pos                         | Nº | Pilota             | Costruttore          | Q1          | Q2       | Q3          | Griglia |
| --------------------------- | -- | ------------------ | -------------------- | ----------- | -------- | ----------- | ------- |
| 1                           | 1  | Sebastian Vettel   | RBR-Renault          | 1'40"478    | 1'38"516 | 1'38"481    | 1       |
| 2                           | 3  | Lewis Hamilton     | McLaren-Mercedes     | 1'39"782    | 1'38"434 | 1'38"622    | 2       |
| 3                           | 4  | Jenson Button      | McLaren-Mercedes     | 1'40"227    | 1'39"097 | 1'38"631    | 3       |
| 4                           | 2  | Mark Webber        | RBR-Renault          | 1'40"167    | 1'38"821 | 1'38"858    | 4       |
| 5                           | 5  | Fernando Alonso    | Ferrari              | 1'41"380    | 1'39"058 | 1'39"058    | 5       |
| 6                           | 6  | Felipe Massa       | Ferrari              | 1'41"592    | 1'39"623 | 1'39"695    | 6       |
| 7                           | 8  | Nico Rosberg       | Mercedes GP          | 1'41"120    | 1'39"420 | 1'39"773    | 7       |
| 8                           | 7  | Michael Schumacher | Mercedes GP          | 1'42"605    | 1'40"554 | 1'40"662    | 8       |
| 9                           | 14 | Adrian Sutil       | Force India-Mercedes | 1'40"595    | 1'40"205 | 1'40"768    | 9       |
| 10                          | 15 | Paul di Resta      | Force India-Mercedes | 1'41"064    | 1'40"414 | senza tempo | 10      |
| 11                          | 17 | Sergio Pérez       | Sauber-Ferrari       | 1'41"311    | 1'40"874 | N.D.        | 11      |
| 12                          | 10 | Vitalij Petrov     | Renault              | 1'40"955    | 1'40"919 | N.D.        | 12      |
| 13                          | 18 | Sébastien Buemi    | STR-Ferrari          | 1'41"737    | 1'41"009 | N.D.        | 13      |
| 14                          | 9  | Bruno Senna        | Renault              | 1'41"391    | 1'41"079 | N.D.        | 14      |
| 15                          | 19 | Jaime Alguersuari  | STR-Ferrari          | 1'41"386    | 1'41"162 | N.D.        | 15      |
| 16                          | 16 | Kamui Kobayashi    | Sauber-Ferrari       | 1'41"613    | 1'41"240 | N.D.        | 16      |
| 17                          | 12 | Pastor Maldonado   | Williams-Cosworth    | 1'42"258    | 1'41"760 | N.D.        | 23      |
| 18                          | 20 | Heikki Kovalainen  | Lotus-Renault        | 1'42"979    | N.D.     | N.D.        | 17      |
| 19                          | 21 | Jarno Trulli       | Lotus-Renault        | 1'43"884    | N.D.     | N.D.        | 18      |
| 20                          | 24 | Timo Glock         | Virgin-Cosworth      | 1'44"515    | N.D.     | N.D.        | 19      |
| 21                          | 22 | Daniel Ricciardo   | HRT-Cosworth         | 1'44"641    | N.D.     | N.D.        | 20      |
| 22                          | 25 | Jérôme d'Ambrosio  | Virgin-Cosworth      | 1'44"699    | N.D.     | N.D.        | 21      |
| 23                          | 23 | Vitantonio Liuzzi  | HRT-Cosworth         | 1'45"159    | N.D.     | N.D.        | 22      |
| Tempo limite 107%: 1'46"766 |    |                    |                      |             |          |             |         |
| NQ                          | 11 | Rubens Barrichello | Williams-Cosworth    | senza tempo | N.D.     | N.D.        | 24      |

Con i tempi in grassetto sono visualizzate le migliori prestazioni in Q1, Q2 e Q3.

## Gara

### Resoconto
Sebastian Vettel scatta in testa ma alla seconda curva esce leggermente dal cordolo e provoca una foratura alla gomma posteriore destra. La vettura perde guidabilità e termina nella via di fuga, tanto da essere sfilata da tutte le vetture. In testa va così Lewis Hamilton, seguito da Jenson Button, Fernando Alonso e Mark Webber. Lo spagnolo è però capace di passare anche l'inglese nel corso del primo giro. Intanto Vettel torna lentamente ai box, dove è costretto al primo ritiro stagionale, il primo dal Gran Premio di Corea 2010. Per Vettel si conclude una striscia di 19 gare a punti, seconda miglior serie di sempre dopo i 24 gran premi a punti di Michael Schumacher tra il Gran Premio d'Ungheria 2001 e il Gran Premio della Malesia 2003.
Al quarto giro Webber passa Button, ma l'inglese è capace di riprendersi la posizione. Le posizioni di testa restano immutate fino al tredicesimo giro, quando Webber attacca ancora Button, sul rettilineo dopo la curva 7. L'inglese però risponde ancora, ripassando il pilota della Red Bull sul rettifilo seguente.
Al giro 16 Hamilton e Alonso vanno al cambio gomme, in una fase in cui l'iberico si era avvicinato a meno di due secondi. Vanno al cambio gomme anche Jenson Button e Mark Webber, che però subisce una piccola perdita di tempo.
Nella fase dei doppiaggi Fernando Alonso viene rallentato da Pastor Maldonado, che viene per questo penalizzato con un drive through. Anche l'altro ferrarista, Felipe Massa, che ora è davanti a Webber, sconta delle difficoltà nei doppiaggi di Jaime Alguersuari e del venezuelano.
Tra il 35º e il 43º giro c'è la seconda serie di cambi gomme. Tutti i piloti di testa montano gomme medie, tranne Mark Webber che opta ancora per le soft. La situazione in classifica ora vede Lewis Hamilton, sempre davanti a Fernando Alonso, con Mark Webber che è riuscito a passare Button sul primo rettilineo e poi anche Rosberg, fino a quel momento terzo. Anche il tedesco, come l’australiano, deve ancora montare le gomme medie.
Al 48º giro Massa è autore di un testacoda, senza conseguenze, tanto che il brasiliano mantiene la quinta posizione, pur perdendo le speranze di rimanere davanti a Webber. Al penultimo giro questi è costretto al cambio gomme per montare le gomme medie, ancora non utilizzate. Con questa sosta però è costretto a cedere la terza posizione a Jenson Button.
La vittoria va a Lewis Hamilton; per la prima volta in stagione nessuna Red Bull va sul podio. S'interrompe così una striscia di 19 gare consecutive a podio, terza miglior serie di sempre nel mondiale.

### Risultati
I risultati del gran premio sono i seguenti:
| Pos | Nº | Pilota             | Costruttore          | Giri | Tempo/Ritiro | Griglia | Punti |
| --- | -- | ------------------ | -------------------- | ---- | ------------ | ------- | ----- |
| 1   | 3  | Lewis Hamilton     | McLaren-Mercedes     | 55   | 1h37'11"886  | 2       | 25    |
| 2   | 5  | Fernando Alonso    | Ferrari              | 55   | +8"457       | 5       | 18    |
| 3   | 4  | Jenson Button      | McLaren-Mercedes     | 55   | +25"881      | 3       | 15    |
| 4   | 2  | Mark Webber        | RBR-Renault          | 55   | +35"784      | 4       | 12    |
| 5   | 6  | Felipe Massa       | Ferrari              | 55   | +50"578      | 6       | 10    |
| 6   | 8  | Nico Rosberg       | Mercedes GP          | 55   | +52"317      | 7       | 8     |
| 7   | 7  | Michael Schumacher | Mercedes GP          | 55   | +1'15"964    | 8       | 6     |
| 8   | 14 | Adrian Sutil       | Force India-Mercedes | 55   | +1'17"122    | 9       | 4     |
| 9   | 15 | Paul di Resta      | Force India-Mercedes | 55   | +1'41"087    | 10      | 2     |
| 10  | 16 | Kamui Kobayashi    | Sauber-Ferrari       | 54   | +1 giro      | 16      | 1     |
| 11  | 17 | Sergio Pérez       | Sauber-Ferrari       | 54   | +1 giro      | 11      |       |
| 12  | 11 | Rubens Barrichello | Williams-Cosworth    | 54   | +1 giro      | 24      |       |
| 13  | 10 | Vitalij Petrov     | Renault              | 54   | +1 giro      | 12      |       |
| 14  | 12 | Pastor Maldonado   | Williams-Cosworth    | 54   | +1 giro      | 23      |       |
| 15  | 19 | Jaime Alguersuari  | STR-Ferrari          | 54   | +1 giro      | 15      |       |
| 16  | 9  | Bruno Senna        | Renault              | 54   | +1 giro      | 14      |       |
| 17  | 20 | Heikki Kovalainen  | Lotus-Renault        | 54   | +1 giro      | 17      |       |
| 18  | 21 | Jarno Trulli       | Lotus-Renault        | 53   | +2 giri      | 18      |       |
| 19  | 24 | Timo Glock         | Virgin-Cosworth      | 53   | +2 giri      | 19      |       |
| 20  | 23 | Vitantonio Liuzzi  | HRT-Cosworth         | 53   | +2 giri      | 22      |       |
| Rit | 22 | Daniel Ricciardo   | HRT-Cosworth         | 48   | Elettronica  | 20      |       |
| Rit | 18 | Sébastien Buemi    | STR-Ferrari          | 19   | Idraulica    | 13      |       |
| Rit | 25 | Jérôme d'Ambrosio  | Virgin-Cosworth      | 18   | Freni        | 21      |       |
| Rit | 1  | Sebastian Vettel   | RBR-Renault          | 1    | Foratura     | 1       |       |

## Classifiche Mondiali

### Piloti
| Pos | Pilota             | Punti |
| --- | ------------------ | ----- |
| 1   | Sebastian Vettel   | 374   |
| 2   | Jenson Button      | 255   |
| 3   | Fernando Alonso    | 245   |
| 4   | Mark Webber        | 233   |
| 5   | Lewis Hamilton     | 227   |
| 6   | Felipe Massa       | 108   |
| 7   | Nico Rosberg       | 83    |
| 8   | Michael Schumacher | 76    |
| 9   | Vitalij Petrov     | 36    |
| 10  | Nick Heidfeld      | 34    |
| 11  | Adrian Sutil       | 34    |
| 12  | Kamui Kobayashi    | 28    |
| 13  | Jaime Alguersuari  | 26    |
| 14  | Paul di Resta      | 23    |
| 15  | Sébastien Buemi    | 15    |
| 16  | Sergio Pérez       | 14    |
| 17  | Rubens Barrichello | 4     |
| 18  | Bruno Senna        | 2     |
| 19  | Pastor Maldonado   | 1     |

### Costruttori
| Pos | Team                 | Punti |
| --- | -------------------- | ----- |
| 1   | RBR-Renault          | 607   |
| 2   | McLaren-Mercedes     | 482   |
| 3   | Ferrari              | 353   |
| 4   | Mercedes GP          | 159   |
| 5   | Renault              | 72    |
| 6   | Force India-Mercedes | 57    |
| 7   | Sauber-Ferrari       | 42    |
| 8   | STR-Ferrari          | 41    |
| 9   | Williams-Cosworth    | 5     |

## Decisioni della FIA
Al termine della gara, Pastor Maldonado e Jaime Alguersuari sono stati penalizzati rispettivamente di 30 e 20 secondi sul loro tempo finale a causa del mancato rispetto delle bandiere blu, ma in virtù di ciò hanno conservato la loro 14ª e 15ª posizione.